# Sara (Bob Dylan)
Sara è la canzone che chiude l'album Desire, del cantautore statunitense Bob Dylan.
È dedicata alla moglie Sara Lownds, con la quale sta vivendo un periodo burrascoso.
In questa canzone Dylan rivela apertamente, come non aveva mai fatto e non farà in futuro, molti particolari della sua vita privata.
Nel testo è citata la località giamaicana di Savanna-la-Mar.